# Valkeinen (sjö i Kuopio, vid Petsamo, Norra Savolax, Finland)
Valkeinen eller Valkeisjärvi är en sjö i Finland. Den ligger i kommunen Kuopio i landskapet Norra Savolax, i den centrala delen av landet, 300 km norr om huvudstaden Helsingfors. Valkeinen ligger 141,4 meter över havet. I omgivningarna runt Valkeinen växer i huvudsak blandskog. Den är 11 meter djup. Arean är 1,44 kvadratkilometer och strandlinjen är 8,8 kilometer lång. Sjön  ingår i Vuoksens huvudavrinningsområde. 